# Imena višnje (2015.)
Imena višnje je hrvatski dugometražni igrani film iz 2015. godine, nastao u produkciji Hrvatske radiotelevizije. Režirao ga je Branko Schmidt prema scenariju Josipa Mlakića. Glavne su uloge ostvarili Nada Đurevska, Ivo Gregurević i Goran Bogdan. Na filmu je radio direktor fotografije Dragan Ruljančić.
Film je sniman u Gorici Jamničkoj kod Pisarovine, u okolici Zagreba. Prvi dio snimanja obavljao se od 3. veljače do 7. ožujka 2014., a drugi od 9. do 16. srpnja iste godine. Nakon svjetske premijere na moskovskom Međunarodnom filmskom festivalu film Imena višnje sudjelovao je na filmskim festivalima u Puli, Vukovaru, Zadru, Splitu, Den Haagu, Helsinkiju, Cottbusu i Bruxellesu. U kino distribuciju pušten je 28. lipnja 2016. kada je prikazan u zagrebačkom kinu Europa.

## Radnja
Stariji bračni par, Kata (Nada Đurevska) i Slavko (Ivo Gregurević), porijeklom iz Bosne vraća se u svoje ratom razrušeno selo nakon što im je uz financijsku pomoć sina Marka (Goran Bogdan) obnovljena kuća. Kroz sva četiri godišnja doba film prati njihovu surovu svakodnevicu. Slavko, u međuvremenu, želi posaditi nove voćke u voćnjak (šljive, jabuke, kruške, orah i kesten), ali Kata želi jednu višnju kako bi mogla praviti kolače. 
Iz dana u dan Kata se ponaša sve odsutnije i izgubljenije. Ispočetka zaboravlja skuhati kavu, posoliti jelo ili pomiješa imena dvojice majstora. Slavko, umjesto da joj pomogne, postaje grub i agresivan, ali kasnije shvaća da je starica teško bolesna te potpuno mijenja svoj odnos prema njoj. Na kraju joj ispuni želju i ispred kuće posadi višnju.

## Uloge
- Nada Đurevska kao Kata
- Ivo Gregurević kao Slavko
- Goran Bogdan kao Marko
- Mesud Dedović kao Vahid
- Mijo Lukić kao Ismet
- Josip Lukić kao Slavko
- Ivan Magud kao mladić s traktora

## Nagrade
Na 62. Pulskom filmskom festivalu film je osvojio dvije Zlatne arene - Zlatnu arenu za scenarij dobio je Josip Mlakić i Zlatnu arenu za montažu dobili su Vesna Lažeta i Hrvoje Mršić. Na istom festivalu Imena višnje dobila su nagradu žirija stranih filmskih kritičara. Na Vukovarskom filmskom festivalu film je dobio posebno priznanje za dugometražni igrani film.
Nagradu za najbolju glumicu Nada Đurevska osvojila je na 6. Avvantura film festivalu u Zadru. Na filmskom festivalu u njemačkom Cottbusu film je dobio nagradu ekumenskog žirija. Sredinom 2016. godine film je osvojio glavnu nagradu na 13. Armenskom filmskom festivalu Golden Apricot u Erevanu. Na istom festivalu nagrađen je i priznanjem ocjenjivačkoga žirija filmskih kritičara FIPRESCI.

## Vanjske poveznice
- Imena višnje u internetskoj bazi filmova IMDb-a